# 陶德尼盆地

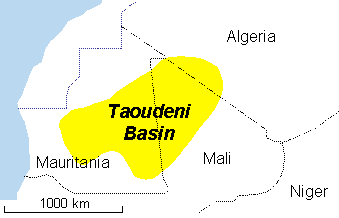
陶德尼盆地的大致范围

西非主要的沉积盆地

陶德尼盆地是西非最大的沉积盆地，大部分位于马里、毛里塔尼亚，是西非克拉通的一部分。其名称源自马里北部城镇陶代尼。盆地是石油产区之一。

## 描述
陶德尼盆地形成于中晚元古宙，古生代中期继续下沉，到了海西期又发生抬升。盆地内含厚达6,000（20,000英尺）、从前寒武纪晚期到古生代时期的沉积物。20世纪80年代开始的勘探钻井已经发现来自前寒武纪晚期、志留纪和泥盆纪的石油形成。盆地西部的沉积物要更厚一些。

## 石油

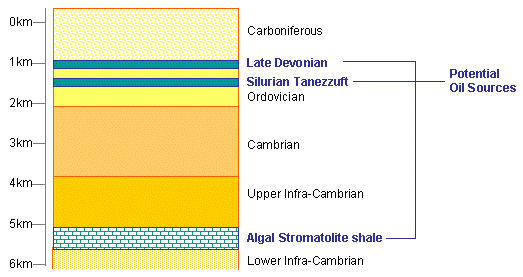
陶德尼盆地中部可能的沉积物分层图

马里政府希望开发当地的石油资源，以改善该国经济。已在盆地进行过石油勘探的公司包括Baraka Petroleum、阿尔及利亚国家石油公司、埃尼集团、道达尔、伍德塞德石油和中石油。但陶德尼盆地偏僻的位置，以及撒哈拉沙漠的严酷自然环境给石油开发造成了障碍。